# Lý Long Tường
Lý Long Tường (chữ Hán: 李龍祥, tiếng Hàn: 이용상 / Yi Yong-sang) là Hoa Sơn Quân (chữ Hán: 花山君, tiếng Hàn: 화산군 / Hwa-san gun) nước Cao Ly (ngày nay là Đại Hàn Dân quốc và Cộng hòa Dân chủ Nhân dân Triều Tiên) và là ông tổ của dòng họ Lý Hoa Sơn (화산 이씨, 花山李氏, Hoa Sơn Lý thị).

## Bối cảnh Đại Việt
Lý Long Tường sinh năm 1174 (Giáp Ngọ), là con thứ 7 của vua Lý Anh Tông (trị vì 1138 – 1175) và Hiền Phi Lê Mỹ Nga. Ông được ban chức Thái sư Thượng trụ quốc, Khai phủ nghi đồng tam ty, Thượng thư tả bộc xạ, lĩnh đại đô đốc hải quân, tước Kiến Bình vương. Ông là em trai vua Lý Cao Tông, chú vua Lý Huệ Tông.
Năm 1225, Trần Thủ Độ lật đổ nhà Lý bằng cách đưa cháu là Trần Cảnh vào hầu Lý Chiêu Hoàng, dàn xếp để Trần Cảnh lấy Lý Chiêu Hoàng và nhường ngôi để lập ra nhà Trần. Giặc Minh khi bị quân Hậu Trần đánh bại đã phao thuyết Trần Thủ Độ tiến hành tàn sát con cháu nhà Lý , buộc con cháu nhà Lý đổi qua họ Nguyễn, đày con cháu nhà Lý đi lên vùng núi non hiểm trở phía bắc.
Năm 1226 (tức niên hiệu Kiến Trung thứ 2 đời Trần Thái Tông), để bảo toàn tính mạng và lo việc thờ cúng tổ tiên, Lý Long Tường đã bí mật về Bắc Ninh, vái lạy tạ biệt lăng miếu Đình Bảng (nay là Đền Đô), tới Thái miếu thu gom các bài vị, các đồ tế khí, rồi trở lại Đồ Sơn cùng 6000 gia thuộc qua cửa Thần Phù, Thanh Hóa chạy ra biển Đông trên 3 hạm đội rời Đại Việt.
Sau một tháng lênh đênh trên biển, đoàn thuyền gặp bão lớn phải ghé vào Đài Loan. Khi Lý Long Tường quyết định lên đường đến Bán đảo Triều Tiên thì con trai là Lý Long Hiền ốm nặng nên phải ở lại cùng 200 gia thuộc để định cư tại Đài Loan. Trên đường đi tiếp đoàn thuyền bị bão dạt vào Trấn Sơn, huyện Bồn Tân, tỉnh Hoàng Hải, trên bờ biển phía tây Cao Ly. Tương truyền rằng trước đó vua Cao Tông nhà Cao Ly nằm mơ thấy một con chim cực lớn bay từ phương Nam lên, vì vậy ông lệnh cho chính quyền địa phương tiếp đón ân cần, và đồng ý cho Lý Long Tường ở lại dung thân.
Tại đây Lý Long Tường cùng tướng sĩ, gia thuộc trồng trọt, đánh cá, chăn nuôi. Ông cho mở Độc thư đường dạy văn (thi phú, lễ nhạc, tế tự) và Giảng võ đường dạy võ (chiến thuật quân sự, các loại binh pháp, binh khí, võ thuật). Học trò theo học rất đông, lúc nào cũng trên nghìn người.

## Bối cảnh Cao Ly
Khi Lý Long Tường sang Cao Ly tị nạn, thời vua Cao Ly Cao Tông, quyền hành trong triều nằm trong tay Thừa tướng nhà họ Thôi là Choi Woo (hoặc U) (Hangul: 최우 Hanja: 崔瑀, Thôi Vũ). Thôi Vũ có tài cả văn lẫn võ nên ít nhiều thu phục được lòng dân chúng.

## Chống quân Mông Nguyên

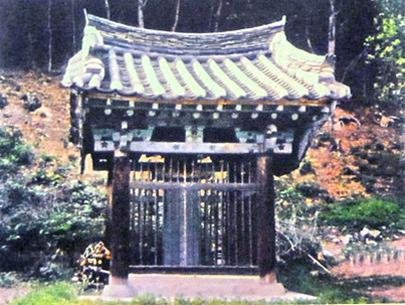
Thụ hàng môn

Vào năm 1225, dưới triều vua Cao Tông (trị vì từ 1213 – 1259), vị vua thứ 23 của nhà Cao Ly, Đế quốc Mông Cổ gởi sứ giả đến Cao Ly yêu cầu cống nộp nhưng Cao Ly từ chối, đồng thời còn giết chết sứ giả của Mông Cổ là Trứ Cốc Dư (Chu-ku-yu - 箸告與).
Năm 1232, Đại hãn Oa Khoát Đài đem quân tiến đánh Cao Ly bằng hai đường thủy bộ. Về đường thủy, quân Nguyên Mông vượt biển tiến đánh tỉnh Hoàng Hải nhưng bị Lý Long Tường lãnh đạo tướng sĩ, gia thuộc và quân dân địa phương đẩy lui. Khi ra trận, ông thường cưỡi ngựa trắng đôn đốc quân sĩ, nhân dân gọi ông là Bạch Mã Tướng quân (白馬將軍).
Năm 1253, Đại hãn Mông Ca lại đem quân đánh Cao Ly lần thứ hai. Quân Nguyên Mông do Đường Cơ chỉ huy tấn công Hoàng Hải cả đường thủy lẫn đường bộ. Lý Long Tường lãnh đạo quân dân trong vùng chống trả quân Nguyên Mông suốt 5 tháng ròng bằng binh pháp của Đại Việt do ông truyền dạy. Sau chiến công này, vua Cao Ly đổi tên Trấn Sơn thành Hoa Sơn, phong Lý Long Tường làm Hoa Sơn Tướng Quân. Nơi quân Nguyên Mông đầu hàng gọi là Thụ hàng môn (受降門) và vua Cao Ly cũng cho lập bia tại đây để ghi công ông (di tích này hiện nay vẫn còn).
Khi mất, ông được chôn tại chân núi Di Ất, gần Panmunjeom bây giờ. Thời gian sống ở Hoa Sơn, Lý Long Tường thường lên đỉnh núi ngồi trông về phương Nam mà khóc, nơi ấy gọi là Vọng quốc đàn.
Ngày nay trên đại lộ từ phi trường Gimpo về thủ đô Seoul, du khách được chiêm ngưỡng pho tượng Bạch Mã Tướng quân do chính phủ Hàn Quốc xây dựng từ thập niên 1960.
Hậu duệ họ Lý dòng dõi Lý Long Tường có khoảng hơn 600 người.

## Hậu duệ
Năm 1994, Lý Xương Căn (Lee Chang Kun), hậu duệ đời thứ 31 của vua Lý Thái Tổ và là hậu duệ đời thứ 26 của Lý Long Tường, qua Việt Nam tìm đến từ đường họ Lý ở phường Đình Bảng, thành phố Từ Sơn, tỉnh Bắc Ninh để bái tổ tiên. Năm 1997 khi vừa từ Việt Nam trở về Hàn Quốc, vợ của Lý Xương Căn là Kim Dung Tử sinh con trai liền đặt tên đứa bé là Lý Việt Quốc. Lý Xương Căn và gia đình đã định cư và nhập quốc tịch Việt Nam năm 2010. Từ 2017 đến nay, Lý Xương Căn là Đại sứ du lịch Việt Nam tại Hàn Quốc.